# Balssipotamon fruehstorferi
Balssipotamon fruehstorferi is een krabbensoort uit de familie van de Potamidae. De wetenschappelijke naam van de soort is voor het eerst geldig gepubliceerd in 1914 door Balss.